# Grand Prix Czechosłowacji
Grand Prix Czechosłowacji, czeski: Velká cena Československa, słowacki: Československá Grand Prix – wyścig samochodowy, odbywający się w latach 1930-1935, 1937, 1949, 1976–1988, 1997. Od 1976 roku używano nazwy głównie Grand Prix Brna.
Wyścig odbywał się na torze Masaryk Circuit w Brnie. Przez lata startowały tu samochody różnych klas wyścigowych, począwszy od Grand Prix, Formułę 1, European Touring Car Championship, Mistrzostwa Świata Samochodów Sportowych, po International Sports Racing Series.

## Zwycięzcy
| Rok                       | Zwycięzcy                                          | Samochód                | Zespół                     | Tor             | Seria                                    | Dłogość        | Wyniki         |
| ------------------------- | -------------------------------------------------- | ----------------------- | -------------------------- | --------------- | ---------------------------------------- | -------------- | -------------- |
| 1997                      | Arturo Merzario                                    | Centenari M1-Alfa Romeo | Symbol Team                | Masaryk Circuit | International Sports Racing Series       | 30 min         | Wyniki         |
| 1989–1996: Nie rozgrywano |                                                    |                         |                            |                 |                                          |                |                |
| 1988                      | Jochen Mass, Jean-Louis Schlesser                  | Sauber C9               | Team Sauber Mercedes       | Masaryk Circuit | Mistrzostwa Świata Samochodów Sportowych | 360 km         | Wyniki         |
| 1987                      | Klaus Ludwig, Klaus Niedzwiedz                     | Ford Sierra RS500       | Eggenberger Motorsport     | Masaryk Circuit | World Touring Car Championship           |                | Wyniki         |
| 1986                      | Ulf Granberg, Thomas Lindström                     | Volvo 240 Turbo         | RAS Sport                  | Masaryk Circuit | European Touring Car Championship        |                | Wyniki         |
| 1985                      | Ulf Granberg, Anders Olofsson                      | Volvo 240 Turbo         | Magnum Racing              | Masaryk Circuit | European Touring Car Championship        |                | Wyniki         |
| 1984                      | Tom Walkinshaw, Hans Heyer                         | Jaguar XJ-S             | TWR Jaguar Racing          | Masaryk Circuit | European Touring Car Championship        |                | Wyniki         |
| 1983                      | Tom Walkinshaw, Chuck Nicholson                    | Jaguar XJ-S             | TWR Jaguar Racing          | Masaryk Circuit | European Touring Car Championship        |                | Wyniki         |
| 1982                      | Tom Walkinshaw, Chuck Nicholson                    | Jaguar XJ-S             | Team Motul Jaguar          | Masaryk Circuit | European Touring Car Championship        |                | Wyniki         |
| 1981                      | Umberto Grano, Helmut Kelleners                    | BMW 635 CSi             | Eggenberger Motorsport     | Masaryk Circuit | European Touring Car Championship        |                | Wyniki         |
| 1980                      | Helmut Kelleners, Siegfried Müller Jr              | BMW 320                 | Eggenberger Motorsport     | Masaryk Circuit | European Touring Car Championship        |                | Wyniki         |
| 1979                      | Raymond Van Hove, Jean Xhenceval, Pierre Dieudonné | BMW 3.0 CSL             | Luigi Racing               | Masaryk Circuit | European Touring Car Championship        |                | Wyniki         |
| 1978                      | Carlo Facetti, Martino Finotto                     | BMW 3.0 CSL             | Jolly Club Milano          | Masaryk Circuit | European Touring Car Championship        |                | Wyniki         |
| 1977                      | Carlo Facetti, Martino Finotto                     | BMW 3.0 CSL             | Luigi Racing               | Masaryk Circuit | European Touring Car Championship        |                | Wyniki         |
| 1976                      | Jean Xhenceval, Pierre Dieudonné, Umberto Grano    | BMW 3.0 CSL             | Luigi Racing               | Masaryk Circuit | European Touring Car Championship        |                | Wyniki         |
| 1950 -75                  | Nie rozgrywano                                     | Nie rozgrywano          | Nie rozgrywano             | Nie rozgrywano  | Nie rozgrywano                           | Nie rozgrywano | Nie rozgrywano |
| 1949                      | Peter Whitehead                                    | Ferrari 125 F1          | Peter Whitehead            | Masaryk Circuit | Formuła 1                                |                | Wyniki         |
| 1938 -48                  | Nie rozgrywano                                     | Nie rozgrywano          | Nie rozgrywano             | Nie rozgrywano  | Nie rozgrywano                           | Nie rozgrywano | Nie rozgrywano |
| 1937                      | Rudolf Caracciola                                  | Mercedes-Benz W125      | Daimler-Benz               | Masaryk Circuit | –                                        |                | Wyniki         |
| 1936                      | Nie rozgrywano                                     | Nie rozgrywano          | Nie rozgrywano             | Nie rozgrywano  | Nie rozgrywano                           | Nie rozgrywano | Nie rozgrywano |
| 1935                      | Bernd Rosemeyer                                    | Auto Union Type B       | Auto Union                 | Masaryk Circuit | –                                        |                | Wyniki         |
| 1934                      | Hans Stuck                                         | Auto Union Type A       | Auto Union                 | Masaryk Circuit | –                                        |                | Wyniki         |
| 1933                      | Louis Chiron                                       | Alfa Romeo B/P3         | Scuderia Ferrari           | Masaryk Circuit | –                                        |                | Wyniki         |
| 1932                      | Louis Chiron                                       | Bugatti T51             | Automobiles Ettore Bugatti | Masaryk Circuit | –                                        |                | Wyniki         |
| 1931                      | Louis Chiron                                       | Bugatti T51             | Automobiles Ettore Bugatti | Masaryk Circuit | –                                        |                | Wyniki         |
| 1930                      | Heinrich-Joachim von Morgen, Hermann Leiningen     | Bugatti T35B            | Deutsches Bugatti Team     | Masaryk Circuit | –                                        |                | Wyniki         |